# CINEとかちプリンス劇場
CINEとかちプリンス劇場（シネとかちプリンスげきじょう）は、かつて北海道帯広市にあった映画館。運営は特定非営利活動法人（NPO法人）CINEとかち。

## 沿革
1953年（昭和28年）に開館したニュース劇場プリンスが前身である。日本の映画館数が最も多かった1960年（昭和35年）の帯広市には、ニュース劇場プリンスから改称したプリンス劇場に加えて、ミマス映画劇場、帯広劇場、スバル座、日活キネマ館、帯広大映、テアトル銀映、東映オリオン劇場、帯広日劇、協栄館と、10館の映画館が存在した。
2003年（平成15年）には映画自主上映サークルのCINEとかちがキネマ館からプリンス劇場の運営を引き継いだ。2003年11月22日、十勝管内初となる市民劇場（コミュニティシネマ）であるCINEとかちプリンス劇場として再出発した。開館公演は『さよなら、クロ』。なお、開館直前の2003年（平成15年）11月5日には5スクリーンのシネコンであるシネマ太陽帯広が開館しており、開館早々から苦戦が予想された。
CINEとかちは市民ボランティアによる自主的な活動などが評価され、『平成17年度北のまちづくり賞』奨励賞を受賞した。2011年（平成23年）にCINEとかちは特定非営利活動法人（NPO法人）となった。施設の老朽化による問題が難点であり、CINEとかちプリンス劇場は2012年（平成24年）9月30日に閉館した。最終日の上映作品は『ディア・ドクター』と『春との旅』。
映画館の閉館後、CINEとかちは帯広市内を中心に不定期上映会を開催することで活動を続けている。